# Карефа-Смарт, Джон
Джон Альберт Массельман Карефа-Смарт (англ. John Albert Musselman Karefa-Smart; 17 июня 1915, Rotifunk, Моямба, протекторат Сьерра-Леоне — 26 августа 2010, Фритаун, Сьерра-Леоне) — государственный деятель Сьерра-Леоне, первый министр иностранных дел страны (1961—1964).

## Биография

### Образование и преподавательская деятельность
Принадлежал к этносу шербро.
В 1936 году получил диплом бакалавра в колледже Фура-Бей во Фритауне. В 1940 году получил диплом колледжа Оттербейн (Уэстервилл, штат Огайо, США). В 1945 году получил диплом в области тропической медицины Университета Макгилла в Монреале, а в 1948 году стал дипломированным выпускником Гарвардского университета в Бостоне.
Являлся сотрудником или преподавателем во многих колледжах и университетах по всему миру, в том числе Bunumbu Union Teachers Training College в Сьерра-Леоне (1936—1938), университета Ибадана в Нигерии (1949—1952), а также нескольких американских университетов, таких, как Xavier University штата Луизиана (1953), Колумбийский университет (1964—1965), Гарвардский университет (1971—1981), Бостонский университет (1972—1977), Колледж Уэллсли (1974), и Университета Говарда (1980—1983).

### Политическая карьера
В 1957 году был избран в парламент, депутатом которого он состоял до 1964 года.
Занимал посты министра земель, шахт и труда, затем — обороны,
а в 1961—1964 годах — министра иностранных дел Сьерра-Леоне.
В 1965—1970 годах — помощник генерального директора Всемирной организации здравоохранения в Женеве, Швейцария.
В 1996 году вернулся в Сьерра-Леоне как член парламента и кандидат в президенты. Однако в 1996 и 2002 годах неизменно терпел поражение на выборах главы государства.